# Alla tiders Åsa-Nisse
Alla tiders Åsa-Nisse är en svensk buskis-fars från Vallarnas friluftsteater år 2022, regisserad av Pär Nymark, med manus av Pär Nymark och Annika Andersson.
Alla tiders Åsa-Nisse hade premiär den 3 juli 2022, och släpptes på DVD den 26 juni 2023.

## Skådespelare
| Mikael Riesebeck   | – Efraim Erik “Åsa-Nisse” Nilsson alias Nisse på Åsen.                                                         |
| Annika Andersson   | – Fru Eulalia Nilsson, hustru till “Åsa-Nisse” Nilsson.                                                        |
| Stefan Gerhardsson | – Lanthandlare “Sjökvisten” Sjökvist i Knohult / Maximilian Sjökvist, barnbarn till lanthandlaren.             |
| Jojje Jönsson      | – Dag-Otto Emanuel Flink från postverket / Dag Flink från stadsbyggnadskontoret, brorson till Dag-Otto Flink.  |
| Robin Rösehag      | – Sven Justus “Klabbarpar'n” Ågren alias Ågren på Klabbarp / Tobias Ågren, barnbarn till “Klabbarpar'n” Ågren. |
| Jeanette Capocci   | – Fröken Britta Fridh, hushållerska till landsfiskalen / Fröken Bodil Fridh, barnbarn till Britta Fridh.       |
| Klas Wiljergård    | – Landsfiskal Klöverhage i Knohult / Poliskonstapel Klöverhage, barnbarn till landsfiskalen.                   |